# Браверман, Марк Леонидович
Марк Леонидович Браверман (род. 1984, Пермь, РСФСР) — израильский и американский математик.

## Биография
Родился в Перми в семье с несколькими поколениями математиков. Родители — кандидаты физико-математических наук: Леонид Михайлович Браверман (род. 1960), учёный в области гидромеханики, и Елена Яновна Браверман (урождённая Лумельская, род. 1961), профессор отделения математики Университета Калгари. Внук доктора физико-математических наук, профессора Яна Петровича Лумельского и кандидата физико-математических наук Людмилы Михайловны Цирульниковой (род. 1933), доцента кафедры физики Пермского политехнического института. Племянник математика и статистика Марианны Яновны Пенской, профессора математического отделения Университета Центральной Флориды.
В 1992 году эмигрировал с родителями в Израиль. Окончил хайфский Технион, затем докторантуру в Торонтском университете под руководством Стивена Кука. Диссертацию доктора философии защитил в 2009 году по теме «Computability and Complexity of Julia sets». Постдокторантуру проходил в лаборатории Microsoft Research Новой Англии (Кембридж), затем работал ассистентом на математическом отделении Торонтского университета и с 2011 года — доцентом, позже профессором Принстонского университета.
Основные научные труды в области информатики (теории сложности вычислений, теории вычислимости, машинному обучению). В 2007 году основал компанию мобильных платежей Zetawire (вместе с Алексом и Филиппом Хертел), которую в 2010 году выкупил Google (на её основе был создан Google Wallet).
Награждён Премией Пресбургера (2016), Премией Европейского математического общества (2016), грантом фонда Пакарда (Packard Fellowship, 2013), Премией Стивена Смейла (SFCM Stephen Smale Prize, 2014), IMU Abacus Medal (2022).

## Семья
Брат — физик-ядерщик Борис Браверман (англ. Boris Braverman, PhD), золотой медалист Международной олимпиады по физике (2006).